# 岡谷市立岡谷東部中学校
岡谷市立岡谷東部中学校（おかやしりつおかやとうぶちゅうがっこう）は、長野県岡谷市にある公立中学校である。略称は、「東中（とうちゅう）」。文化祭は「東中祭」と称し、その名称は校名に由来する。

## 所在地
〒394-0083 長野県岡谷市長地柴宮1丁目9-13

## 概要
| 年度         | 出来事                                                          |
| ------------ | --------------------------------------------------------------- |
| 昭和22年度   | 新学制により長地小学校に併設し、長地村立長地中学校開校 校歌制定 |
| 23           | 校章制定                                                        |
| 26           | 体育館完成                                                      |
| 33           | 長地村立長地中学校を岡谷市立岡谷東部中学校と改名                |
| 38           | 新校舎(1棟)工事着工 岡谷東部中学校PTA結成                       |
| 39           | 新校舎(1棟)竣工ならびに特別教室棟着工                           |
| 40           | 新校舎に移転、授業開始 体育館着工及び竣工                       |
| 42           | プール竣工 本校校庭が第4種公認陸上競技場に認可                  |
| 47           | 第二体育館竣工                                                  |
| 57           | 2棟校舎取り壊し、着工並びに竣工 開校25周年記念式典              |
| 62           | PTA作業にて中庭にツツジ、サツキ等550本植樹                      |
| 63           | 最後の湖北陸上大会が本校校庭にて実施                            |
| 平成6年度    | PTAバザー初実施 学校給食文部大臣賞受賞                          |
| 7            | 第一体育館改修工事                                              |
| 9            | 良い歯の学校優良賞を受賞 コンピューター室・給食室改修工事       |
| 11.12        | 研究開発学校研究発表会(全学級公開授業)                          |
| 13           | 北校舎アルミサッシ改装工事                                      |
| 14.15        | 「総合的学習の時間」授業研究会                                  |
| 16           | いじめ撲滅委員会立ち上げ                                        |
| 18           | Fbc(フラワーブラボーコンテスト)秋花壇県知事賞受賞               |
| 19           | 市いじめ撲滅発表校                                              |
| 21           | 2棟屋上にソーラー発電パネル設置 3棟(美術室・技術室)竣工         |
| 22           | 会議室を第3理科室へ改装                                         |
| 令和2. 3年度 | 一棟改修工事                                                    |

## 学区
小井川区(1町内、2町内、5から9町内)といずれも全町内の西堀区、東堀区、中屋区、中村区、横川区となっている。